# Энрикес, Тринидад Мария
Тринидад Мария Энрикес (1846—1891) — перуанская учительница. Получив единственное доступное ей образование, она основала школу для обучения других девочек и выполнения необходимых требований для поступления в университет. После обращения к президенту, ей было предоставлено право посещать занятия, если экзамен подтвердит её надлежащую подготовку. Пройдя экзамен, Энрикес окончила курсы в Национальном университете Сан-Антонио Абад в Куско, тем самым став первой перуанкой, получившей университетский диплом в 1878 году. Хотя она окончила университет, ей было отказано в лицензии на юридическую практику. Она боролась через законодательную и судебную системы вплоть до ее смерти в 1891 году.

## Ранняя жизнь
Тринидад Мария Хосефа Энрикес Ладрон де Гевара родилась 5 июня 1846 года в Куско, Перу, в семье Сесилии Ладрон де Гевара-и-Кастилья и Марселино Энрикеса. Её родители были обеспеченными. Согласно историку Орасио Вильянуэва Уртеага по материнской линии в семье, её дальним родственником был Тупак Амару. Она поступила в El Colegio de señoritas «Educandas» (Подготовительная школа для девочек), где преуспевала в учебе. В то время у женщин не было возможности получить высшее образование, и не было школ, предлагающих полное среднее образование. Традиции гласили, что женщинам суждено быть женами и матерями. Единственное предлагаемое обучение было ограничено для женщин высшего класса и сосредоточено на их подготовке к легкому чтению, шитью и музыке, чтобы занять свое место в обществе.

## Карьера
К одиннадцати годам Энрикес преподавала географию в школе Educandas. 1 июня 1870 года она основала женскую школу, известную как Colegio Superior para Mujeres (Средняя школа для женщин). В ее учебную программу были включены курсы по подготовке к вступительным экзаменам в университет, такие как аналитическое чтение, арифметика, кастильская грамматика и лексикография, гигиена и универсальная история, среди прочего. Энрикес основала курсы, которые помогали девушкам достичь стандарта требований, необходимых для поступления в университет. В обществе разделились мнения о том, необходимо ли женщинам такое образование, и через три года она была вынуждена закрыть школу.
Желая получить высшее образование и стать юристом, Энрикес подала заявление в университет после получения правительственного постановления, разрешающего ей сдавать вступительные экзамены. Указ, изданный 3 октября 1874 г., требовал, чтобы ее независимое обучение в течение двух лет в ее собственной школе было подтверждено и, в случае признания приемлемым, разрешало ей поступать в любой национальный университет. С 20 по 29 апреля 1875 года она была проверена присяжными с целью определения ее готовности. Энрикес получила высокие оценки за тесты, которые ей позволили поступить в университет. Она поступила в Национальный университет Сан-Антонио Абад в Куско и окончила его в 1878 году со степенью бакалавра юриспруденции, тем самым став первой женщиной-выпускницей университета в стране. 
Так как Энрикес запретили законом получать лицензию в качестве поверенного, Энрикес подала апелляцию в Конгресс Республики Перу и разные судебные органы. Хотя министр юстиции и просвещения Мариано Фелипе Пас Сольдан высказался за разрешение женщинам заниматься этой профессией, другие имели другое мнение. Начало войны на Тихом океане в 1879 г. помешало законодательному органу рассмотреть ее просьбу. 5 октября 1881 года президент Николас де Пьерола выдал президентское разрешение, чтобы позволить Энрикес сдать экзамен. Она отклонила исключение на том основании, что закон должен давать любой женщине равный доступ к профессии адвоката. После окончания войны законодательный орган снова удовлетворил просьбу Энрикес и после консультации с Высшими судами правосудия в Лиме в 1886 году отклонил ее просьбу.
В 1870 году Энрикес основала «Ремесленное общество Куско», которое содержало ночную школу для рабочих, обучая их чтению и письму, а также и разъясняя им их права в соответствии с законом. Она также основала и редактировала журнал La voz del Cusco (Голос Куско), который был посвящен вопросам, касающимся женщин и рабочих. Окончательное решение судов Лимы было вынесено в 1891 году прокурором Рикардо Эспиноза, который отказал в выдаче лицензии на основании того, что женщинам не хватало физической силы и умственных способностей для работы в качестве профессионалов и что, предоставив им право делать это, они потеряют женственность.

## Смерть и наследие
Энрикес умерла 20 апреля 1891 года в Лиме от лихорадки мозга и была похоронена на кладбище Альмудена в Куско. Настойчивость Энрикес поступить в университет вдохновила других женщин, и к 1908 году дюжине других женщин было разрешено поступить в университет, однако юридический факультет не принимал еще одну женщину до 1913 года, когда Роза Перес Линдо получила разрешение учиться. В 1914 году ее портрет был повешен в главном зале Национального университета святого Антония Аббата. В 2005 году Таня Гутьеррес Саманес опубликовала биографию «Тринидад Мария Энрикес» с подробным описанием ее жизни. Другаz книга о её жизни «Trinidad María Enríquez, una abogada en los Andes» (Тринидад Мария Энрикес, адвокат в Андах) была опубликована Карлосом Рамосом Касинильо Баиньесом и Карлосом Рамосом Нуньигоррией.